# Oberndorf (Ornbau)
Oberndorf ([ˈoːbɐnˌdɔʁf] ) ist ein Gemeindeteil der Stadt Ornbau im Landkreis Ansbach (Mittelfranken, Bayern). Oberndorf liegt in der Gemarkung Gern.

## Geographie
Das Dorf liegt an der Altmühl. Unmittelbar nördlich mündet der Obere Wasengraben als linker Zufluss in die Altmühl. Im Südwesten erstreckt sich das Flurgebiet Riedlein. Die Kreisstraße AN 55 führt nach Mörlach (1,3 km westlich) bzw. zur Staatsstraße 2411 bei Ornbau (1,2 km östlich).

## Geschichte
1383 kaufte das Kloster Heilsbronn dort Güter.
Im 16-Punkte-Bericht des Oberamts Ansbach von 1684 wurden für Oberndorf 11 Mannschaften verzeichnet: 2 Anwesen unterstanden dem brandenburg-ansbachischen Hofkastenamt Ansbach, 3 Anwesen dem eichstättischen Kastenamt Ornbau-Arberg, 1 Anwesen der Pfarrei Ornbau und 5 Anwesen den Herren von Crailsheim zu Sommersdorf. Das Hochgericht übte das Hofkastenamt Ansbach aus. Die Dorf- und Gemeindeherrschaft und den Hirtenstab hatte das Kastenamt Ornbau-Arberg. An diesen Verhältnissen änderte sich bis zum Ende des Alten Reichs (1806) nichts. Von 1797 bis 1808 unterstand der Ort dem Justiz- und Kammeramt Ansbach.
Mit dem Gemeindeedikt (frühes 19. Jahrhundert) wurde Oberndorf dem Steuerdistrikt Ornbau und der Ruralgemeinde Obermühl zugewiesen. Die Gemeinde Obermühl wurde spätestens 1837 in die Ruralgemeinde Gern eingegliedert. Am 1. Januar 1972 wurde diese im Zuge der Gebietsreform in Bayern nach Ornbau eingemeindet.

### Einwohnerentwicklung
| Jahr      | 001818 | 001840 | 001861 | 001871 | 001885 | 001900 | 001925 | 001950 | 001961 | 001970 | 001987 |
| Einwohner | 47     | 53     | 53     | 53     | 61     | 47     | 59     | 97     | 64     | 64     | 61     |
| Häuser    | 12     | 12     |        |        | 12     | 10     | 11     | 13     | 12     |        | 12     |
| Quelle    | [ 12 ] | [ 13 ] | [ 14 ] | [ 15 ] | [ 16 ] | [ 17 ] | [ 18 ] | [ 19 ] | [ 20 ] | [ 21 ] | [ 1 ]  |

## Religion
Der Ort ist römisch-katholisch geprägt und bis heute nach St. Jakobus (Ornbau) gepfarrt. Die Einwohner evangelisch-lutherischer Konfession sind nach St. Georg (Weidenbach) gepfarrt.